# 978
978 (CMLXXVIII) je bilo navadno leto, ki se je po julijanskem koledarju začelo na torek.

## Dogodki
- 1. januar

## Rojstva
Neznan datum
- Jaroslav Modri, kijevski knez († 1054)
- Rihard II., normandijski vojvoda († 1026)
- Zoa Porfirogeneta, bizantinska cesarica († 1050)

## Smrti
Neznan datum
- Rogvolod, ustanovitelj Polocka (* okoli 920)